# Бої за Вознесенськ
Бої́ за Вознесенськ — військові дії за місто Вознесенськ у Миколаївській області України в рамках повномасштабного вторгнення РФ до України 2022 року (частина Російсько-української війни).

## Перебіг подій

### 2 березня
Мер міста Євген Величко, голова районної ради Гукасян Спартак та перший заступник міського голови м. Вознесенська Андрій Жуков. Повідомили, що військовим ЗСУ довелося підірвати два мости: Залізничний через Південний Буг і транспортний на трасі з Миколаєва.
Увечері на територію міста зайшли російські окупанти, почалися бої — до 130 осіб піхоти й 30 танків. ОГТСУ припинив постачання газу до міста після обстрілу російськими окупантами.
За співпрацю з військовими від головного штабу був назначений відповідальним перший заступник міського голови Андрій Жуков.
Під час боїв у місті місцева влада активно сприяла ЗСУ, за матеріально — технічну базу підтримці ЗСУ був відповідальний перший заступник міського голови Андрій Жуков, координацію з супроводу фортифікаційних споруд навколо міста та району займався Гукасян Спартак, Загальною координацією займався мер міста Євген Величко.

### 3 березня
Збройними силами України було захоплено техніку, що належить інженерній бригаді Російської Федерації. Серед захопленої техніки був бронетранспортер із вантажівками, а також документи, що належали російським військовим. У документах вказується військова частина № 45767 — це 11-а окрема гвардійська інженерна бригада, яка базується у Ростовській області.

### 4 березня
Спроби супротивника просунутися безпосередньо до Миколаєва зустріли рішучу відсіч і були відбиті. Також окупанти намагалися пройти в сторону Кривого Рогу, проте були затримані запеклим опором.
Після тривалих боїв російські військові відступили до мікрорайону Болгарка та на околиці сіл Новогригорівка та Ракове. Зокрема, ворог своїми снарядами пошкодив інфраструктуру міста.

### 5 березня
Міський голова Євген Величко повідомив, що він знає, що росіяни просять у місцевого населення їжу, тому він закликав росіян скласти автомати, роззброїтися і перейти на бік України. Він гарантує їм безпеку і сказав, що їхні матері побачать їх, якщо вони це зроблять.

### 6 березня
Протягом усього дня проводились роботи над відновленням критично важливої інфраструктури міста. Щоб відновити кілька вулиць у Вознесенську, що залишилися без електрики, міська влада відключила електрику в усьому центрі. Вулиці Шевченка та Кібрика підключають до живлення, а також місто відновлює електропостачання у Раковому та Новогригорівці. Російські загарбники покинули мікрорайон Болгарка та навколишні села.

### 7 березня
У селі Ракове Вознесенської ОТГ українські військові збили ворожий вертоліт.

### 8 березня
До 3 БТГр зі складу 49 загальновійськової армії ЗС РФ здійснюють перегрупування військ для проведення наступальних дій.

### 9 березня
Українські солдати змогли знищити бронетехніку російських військ. Серед знищеної техніки був танк російського виробництва Т-72Б3М із захистом вежі, а також кілька вантажівок та бронетранспортерів БТР-80. Також був захоплений відносно неушкоджений бронетранспортер БТР-80.
Зокрема близько 950 людей було евакуйовано поїздом із міста.
Українські військові продовжують стримувати російських окупантів у напрямку міста.

### 15 березня
Завдяки активній боротьбі Збройних сил України переможно завершилася ліквідація прориву російських військ до Вознесенська.

## Результат
Російські військові, які брали участь у битві за місто, залишили на полі бою 30 із 43 танків, вантажівок, броньований транспорт для перевезення особового складу, багатоствольні реактивні установки, а також збитий вертоліт Мі-24. Оцінки щодо кількості загиблих серед військовослужбовців України та Росії у Вознесенську становлять приблизно 100 росіян та 12 українців. 10 російських солдатів потрапили в полон, розбігшись по довколишніх лісах. Близько 15 російських танків та інших машин перебувають у робочому стані або повернуться до нього після незначного ремонту. Крім того, внаслідок бойових дій загинуло близько 10 цивільних осіб та ще 2 загинули, підірвавшись на міні.